# 木更津袖ヶ浦熱帯村
木更津袖ヶ浦熱帯村（きさらづそでがうらねったいむら）は、千葉県の君津地域で活動する熱帯作物生産組合。パッションフルーツの生産を中心に行っている。正式名称は「木更津袖ヶ浦熱帯花き果樹研究会・熱帯村」。
2009年2月、不況で低迷する観葉植物に代わる栽培作物を求めていた木更津市の鉢物農家が、千葉県の暖地園芸研究所からパッションフルーツの苗を譲り受け、木更津市・袖ケ浦市の4戸で栽培を開始、2010年から生産が本格化した。当初は作物を鉢物として販売していたが、果実や加工品の販売にも進出し、2013年には地元のカフェなどとパッションフルーツを使用したスイーツやパンを共同開発した。活動地域も君津市、富津市などに拡大している。

## パッションフルーツ大使
- 斉藤りさ - 担当するbayfmの番組で熱帯村の取り組みを取り上げ、2010年8月にパッションフルーツ大使に任命された[6]。